# Andreas Schlüter (Schriftsteller)

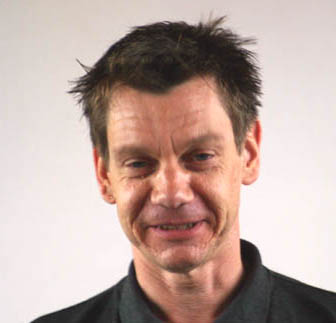
Andreas Schlüter (2004)

Andreas Schlüter (* 23. Mai 1958 in Hamburg-Barmbek) ist ein deutscher Kinder- und Jugendbuchautor sowie Drehbuchautor.

## Leben und Wirken
Nach dem Abitur begann er eine Ausbildung zum Groß- und Außenhandelskaufmann. Ab 1990 arbeitete er als freischaffender Journalist und Redakteur, seit 1996 ist er ausschließlich als Buch- und Drehbuchautor tätig.
Er veröffentlichte zahlreiche Kinder- und Jugendbücher und verfasste unter anderem mehrere Drehbücher für den Tatort.
Schlüter lebt abwechselnd in Hamburg und auf Mallorca.
Bekannt wurde er durch Level 4 – Die Stadt der Kinder (1994), dem ersten Band einer mehrteiligen Computerkrimi-Reihe für Jugendliche. Viele seiner Bücher wurden in mehrere Sprachen übersetzt, u. a. ins Chinesische, Dänische, Estnische, Griechische, Koreanische und Spanische.

## Auszeichnungen
- 1998: EMIL, Kinderkrimi-Preis
- 2004: „Die Besten bei Radio Bremen und Saarländischem Rundfunk“ für Gesucht[3]
- 2005 Segeberger Feder für Gesucht
- 2006: „Die Besten bei Radio Bremen und Saarländischem Rundfunk“ für den Band Level 4 Kids – Diebe im Netz[3]
- 2020: Ulmer Unke für Young Agents: Operation »Boss« in der Altersklasse 10–12
- 2021: Mehrfache Nominierungen für den Hansjörg-Martin-Preis

## Bibliografie

### Drehbücher
- Für eine Episode der Krimi.de-Reihe. Krimis für Kinder. 2005
- Freischwimmer. Tatort. 2005
- Racheengel. Tatort. 2007
- Fettkiller. Tatort. 2007
- Todesstrafe. Tatort. 2008
- Beutolomäus und die vergessene Weihnacht. Episode der Kinderfilmreihe Beutolomäus. Deutschland 2009
- Zapfenstreich. Polizeiruf 110. 2010
- Tödliche Ermittlungen. Tatort. 2011
- Todesschütze. Tatort 2012

### Kinder- und Jugendliteratur

#### Kinderbücher
- Kurierdienst Rattenzahn. Kinderkrimireihe
- Wie Hund und Katz – Moderne Fabeln, Gerstenberg Verlag, Hildesheim 2005, ISBN 3-8067-5078-5

#### Jugendbücher
- Die Fernsehgeisel
- Reihe Level 4 – Computerkrimis, erschienen im Arena Verlag, Würzburg

1. Level 4 – Die Stadt der Kinder. 1994; Neuausgabe Deutscher Taschenbuch Verlag, München 2004; ISBN 978-3-423-70914-9
2. Der Ring der Gedanken. 1995
3. Achtung, Zeitfalle! 1996
4. Jagd im Internet. 1997
5. UFO der geheimen Welt. 1998
6. Flucht vom Mond. 1999
7. 2049.1999
8. Chaos im Netzwerk-Clan. 2001
9. Reality Game. 2003
10. Die Spur des Hackers. 2004
11. Level 4.2 – Zurück in der Stadt der Kinder. 2004
12. Der Sunshine-Chip. 2005
13. Level 4.3 – Der Staat der Kinder. 2006
14. Level 4.3 – Aufstand im Staat der Kinder. 2006

- Reihe Survival erschienen 2022 und 2023 im Verlag FISCHER/Sauerländer

1. Verloren am Amazonas
2. Der Schatten des Jaguars
3. Im Auge des Alligators
4. Unter Piranhas
5. Im Netz der Spinne
6. Der Schrei des Affen
7. Von Haien umzingelt
8. In den Krallen des Leguans

- Abgezockt. Arena Verlag, Würzburg 2002. ISBN 978-3-357-00946-9
- Lösegeld.
- Gesucht.
- Sechseinhalb Stunden.
- Pangea – Der achte Tag. Zusammen mit Mario Giordano. Carlsen Verlag 2008; TB-Ausgabe unter Pangea. cbj Verlag 2011. ISBN 978-3-551-31039-2
- Verliebt, na und wie!, 1998
- Verliebt, immer wieder.
- Die UnderDocks – Verschwörung in der Hafencity. 2012
- Die UnderDocks – Das Auge der Fliege. 2014
- Dangerous Deal. Kosmos, Stuttgart 2013. ISBN 978-3-440-12930-2
- Fußball-Haie: Spieler gesucht!. Fischer KJB, 2014. ISBN 978-3-596-85633-6.
- Spacekids. dtv, München 2015. ISBN 978-3-423-76124-6
- Spacekids. Attacke aus dem All. dtv, München 2016. ISBN 978-3-423-76141-3
- City Crime Reihe
  - City Crime - Vermisst in Florenz, 2013
  - City Crime - Puppentanz in Prag, 2015
  - City Crime - Blutspur in Berlin, 2016
  - City Crime - Pelzjagd in Paris, 2017
  - City Crime - Strichcode in Stockholm, 2018
  - City Crime - Der Lord von London, 2019
  - City Crime - Walzer in Wien, 2020
- Reihe Young Agents, erschienen im edelkids Verlag, Hamburg

1. Der erste Fall - Operation »Boss«. 2019
2. Der zweite Fall - in gefährlicher Mission. 2020
3. Der dritte Fall - Codewort »Inferno«. 2020

- Reihe Young Agents The new Generation

1. Der erste Fall -  In den Fängen der Mafia.
2. Der zweite Fall - Nur noch 48 Stunden
3. Der dritte Fall - Im Visier der Hacker.

Reihe Fußball Academy (zusammen mit Irene Margil), erschienen im Carlsen Verlag, Hamburg
1. Eine wichtige Entscheidung, 2022
2. Eine blöde Verletzung, 2022
3. Eine große Überraschung, 2023
4. Ein eiskalter Winter, 2023